# Far Eastern Plaza
Der Far Eastern Plaza (chinesisch 遠企中心辦公大樓, Pinyin Yuǎn qǐ zhōngxīn bàngōng dàlóu) ist ein Zwillingswolkenkratzer in Da’an, Taipeh, Taiwan. Der Far Eastern Plaza hat eine strukturelle Höhe von 165 Metern.
Der Wolkenkratzer wurde 1994 fertiggestellt und wurde von dem taiwanischen Architekten C.Y. Lee im postmodernen Stil entworfen. Das Gebäude umfasst 41 oberirdische Stockwerke.
Es wird von den Shangri-La Hotels and Resorts verwaltet. Es verfügt über insgesamt 420 Zimmer und ist eines der besten Luxushotels in Taipeh. Dies ist Shangri-La’s einzige zweite Basis in Taiwan (das andere Gebäude ist Shangri-La's Far Eastern International Hotel Tainan), die viele Auszeichnungen erhalten hat. In den letzten Jahren hat es eine Medaille der Umweltschutzbehörde für Energieeinsparung und Umweltschutz gewonnen. Die Far Eastern Plaza Mall wurde 1994 eröffnet und beherbergt derzeit die Einzelhandelskette citysuper sowie Muji.

## Galerie

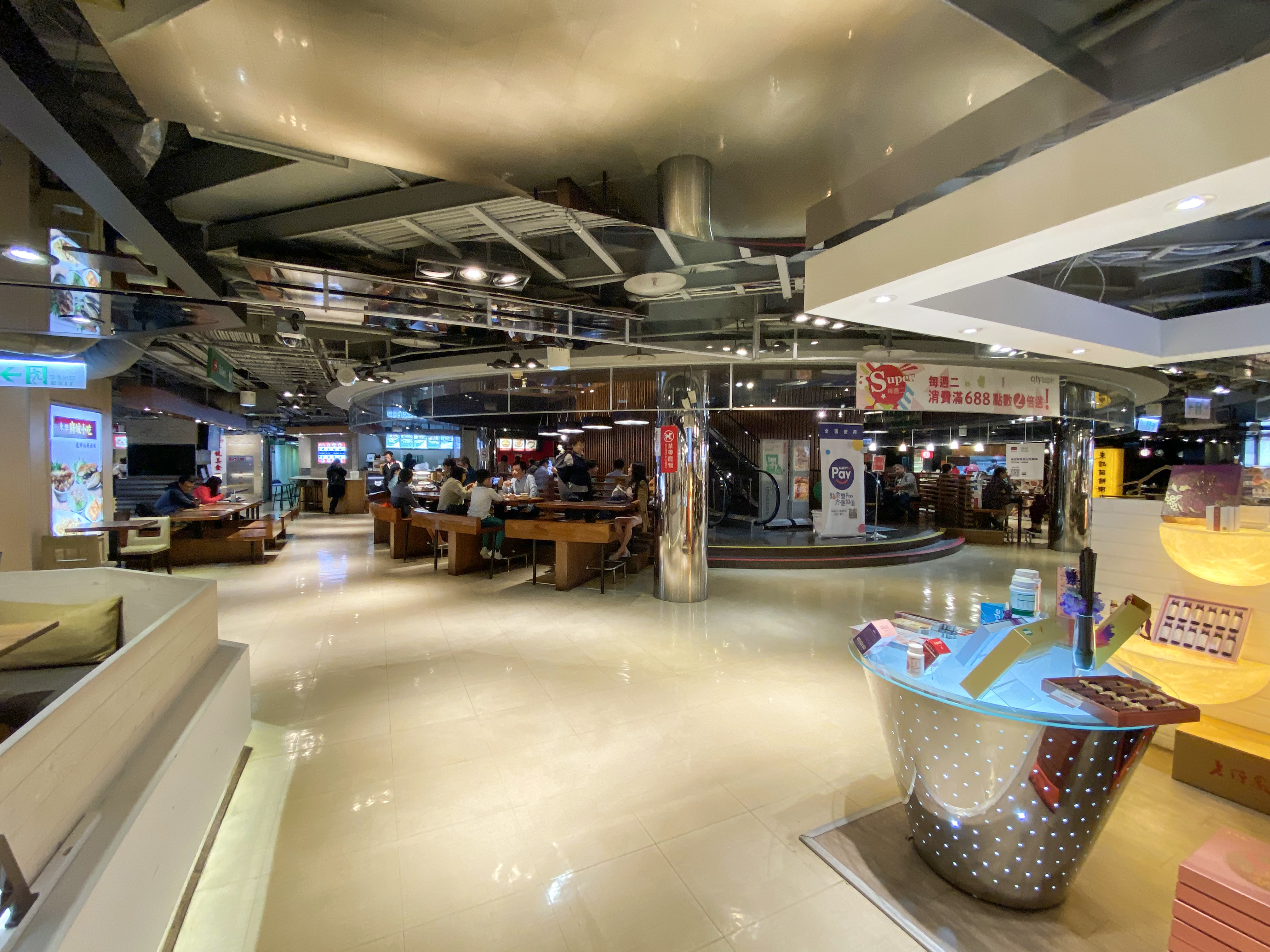
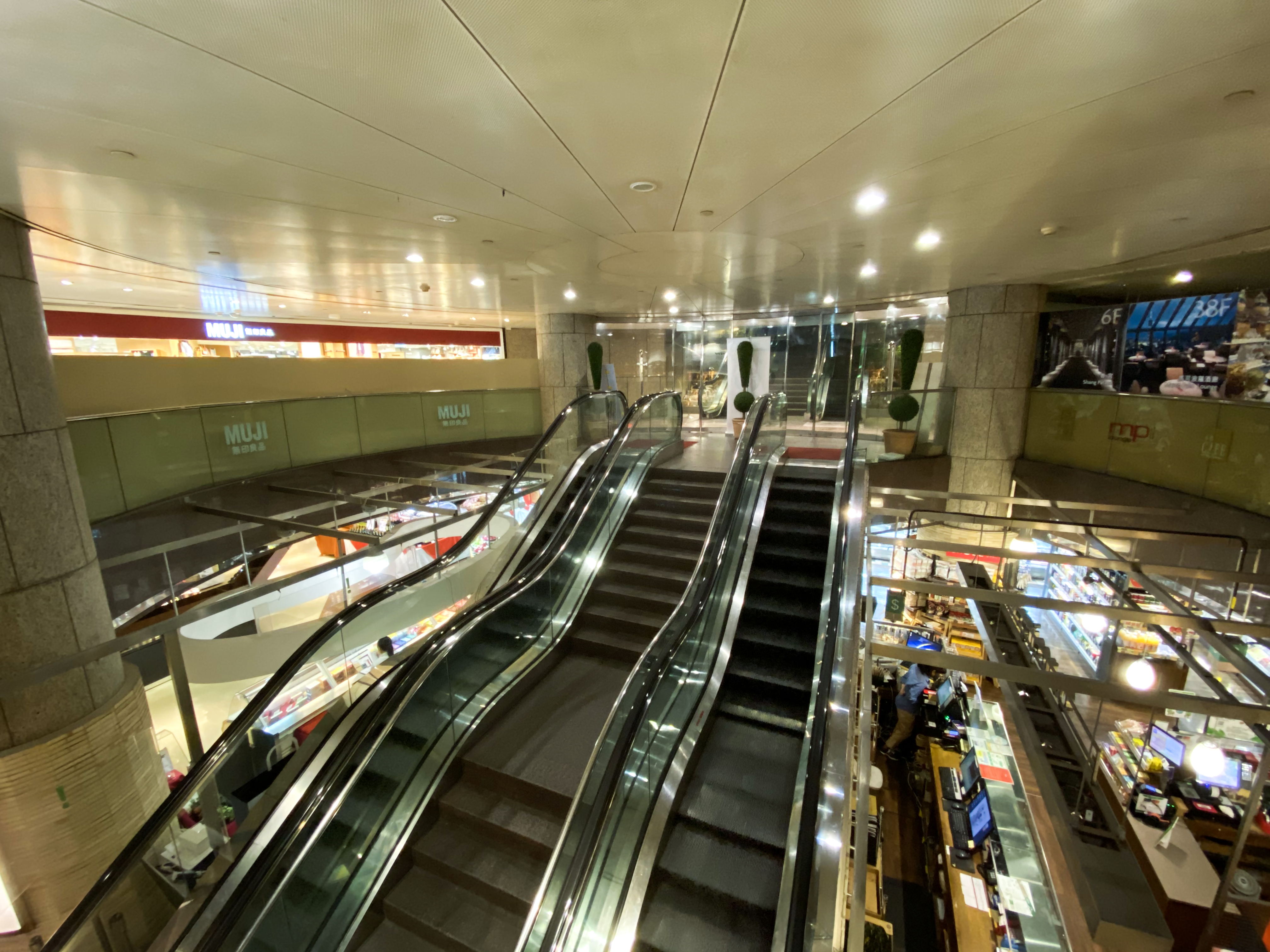
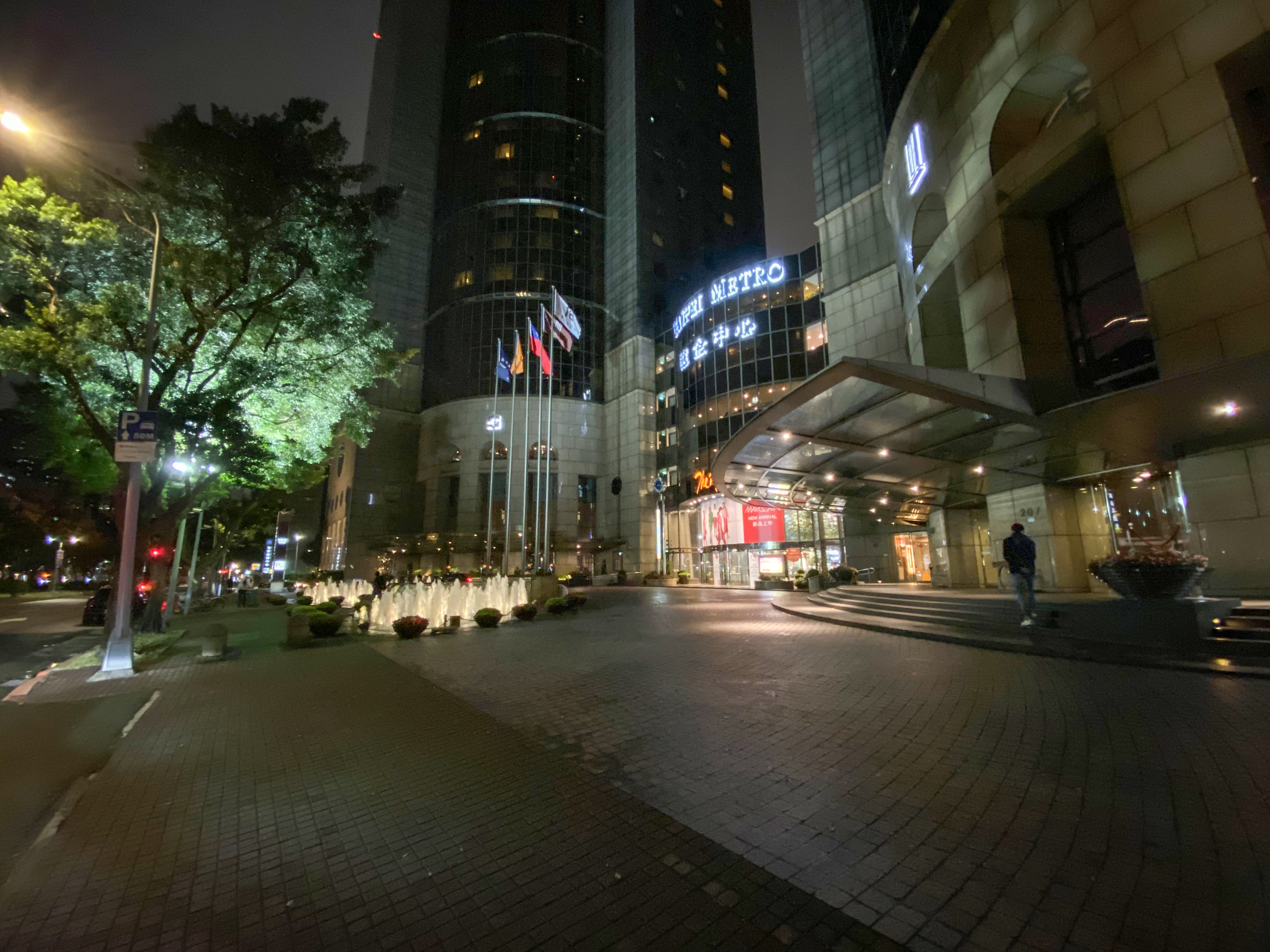
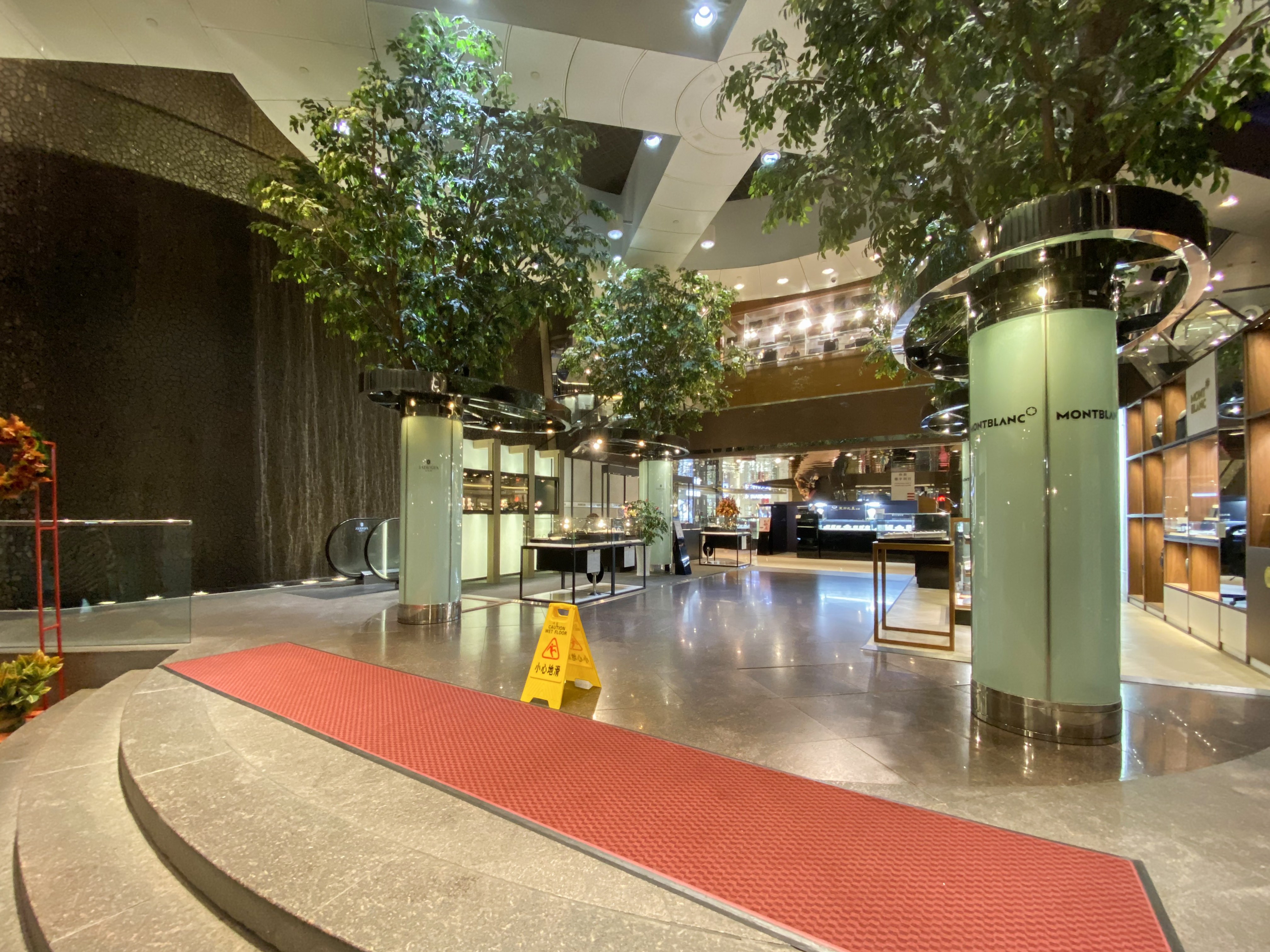
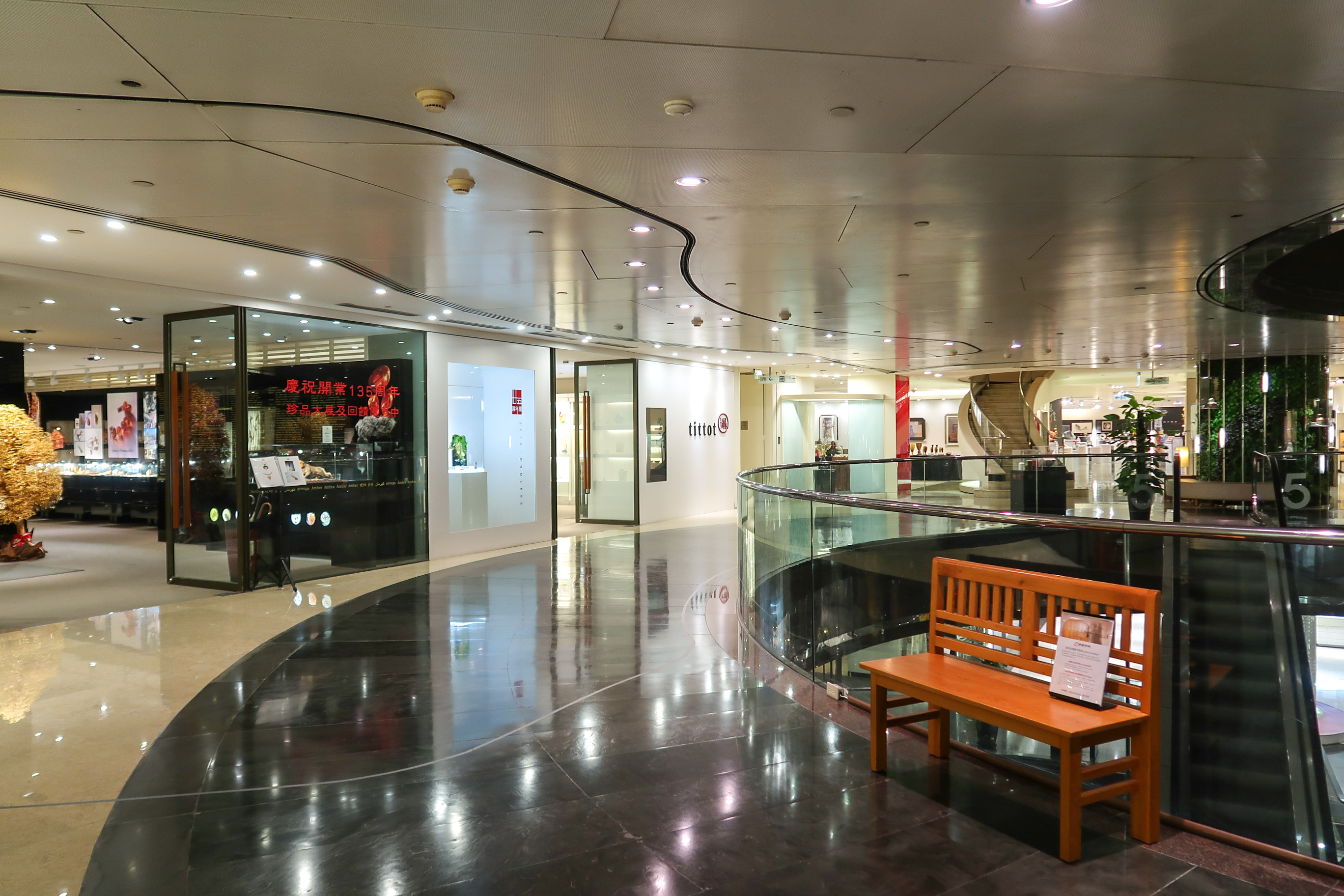
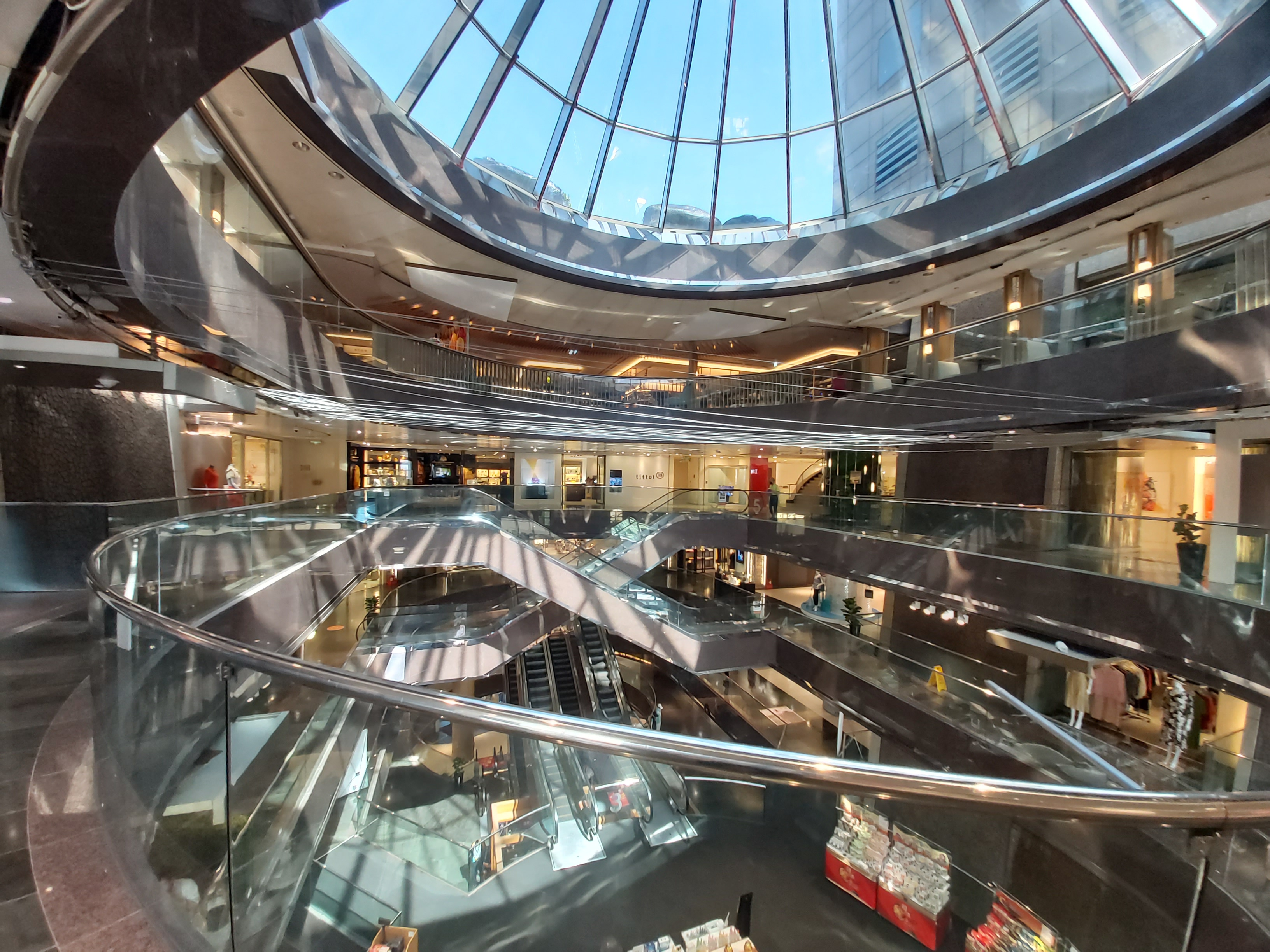
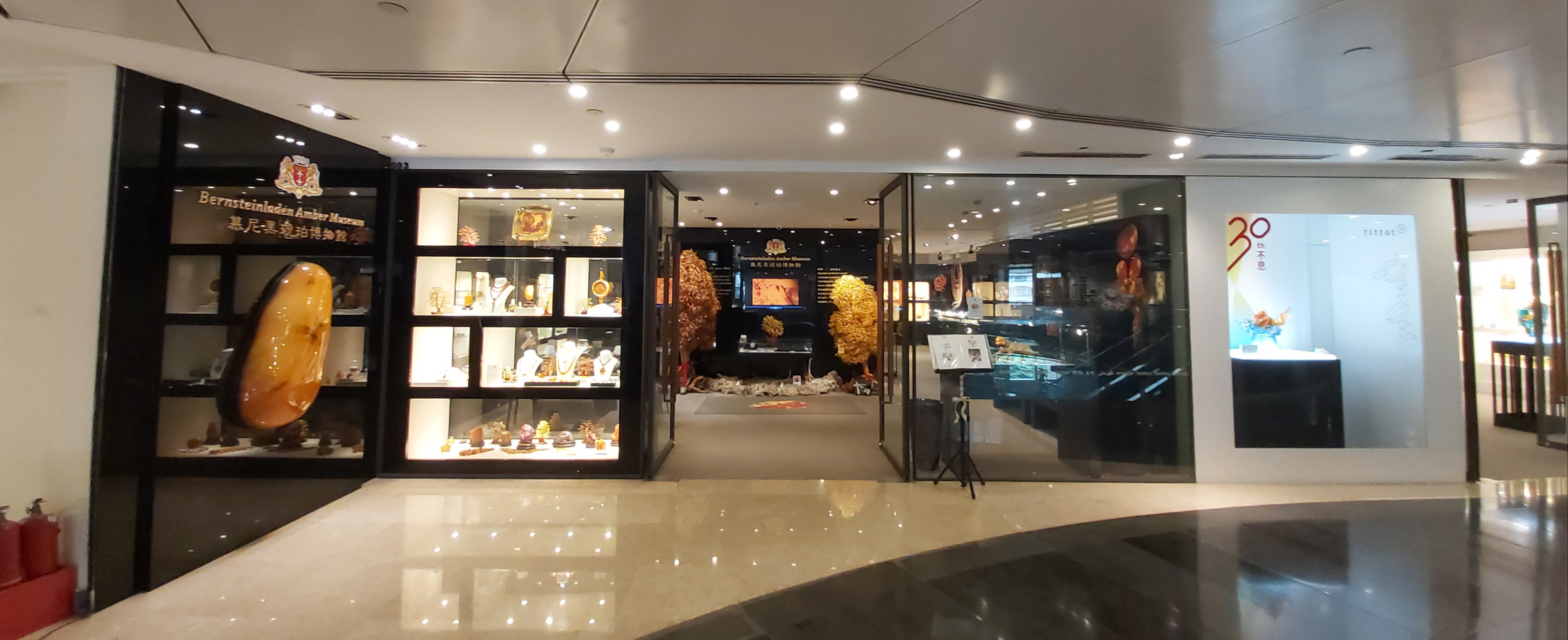
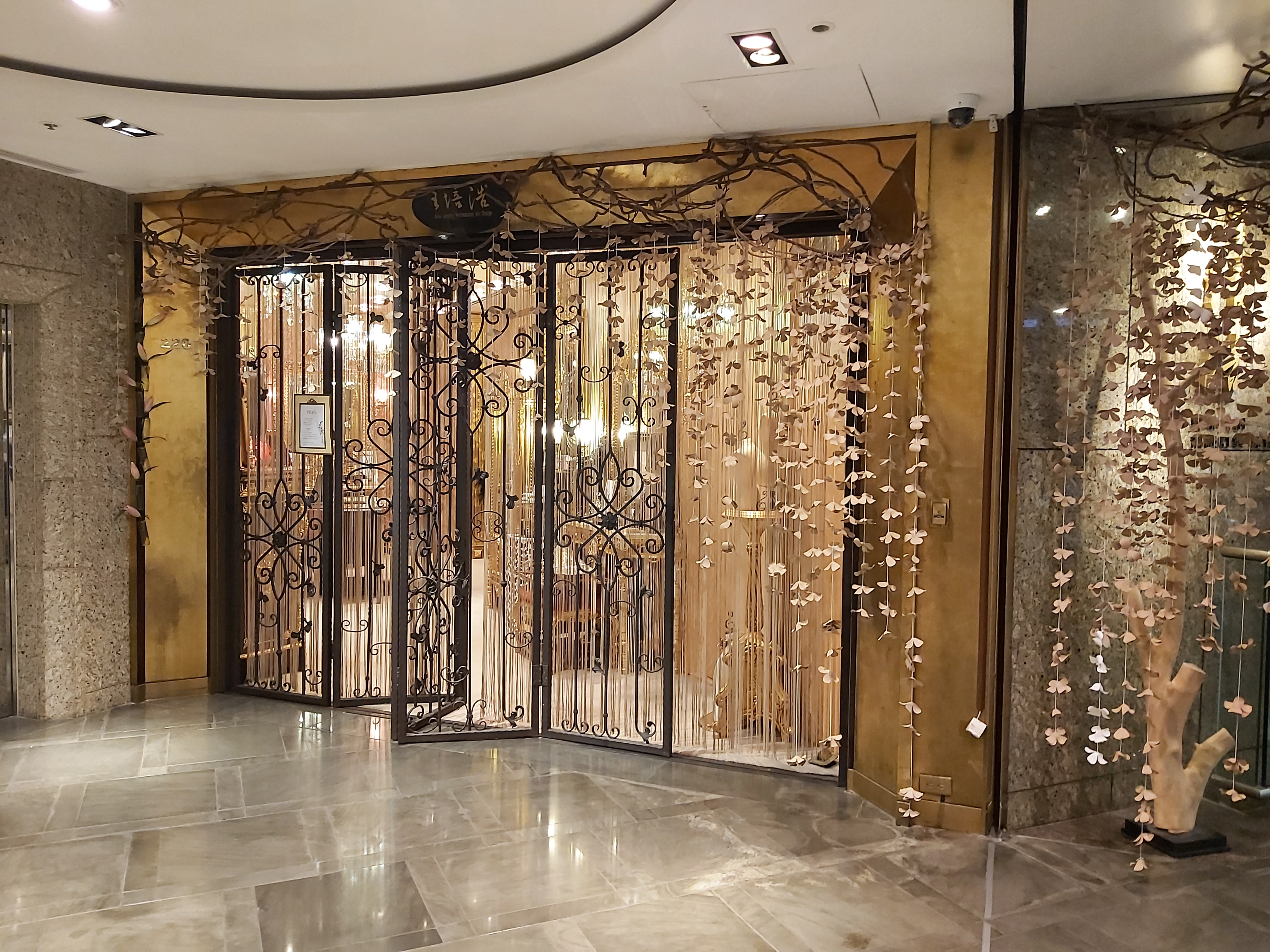